# Citrogramma fumipennis
Citrogramma fumipennis är en tvåvingeart som först beskrevs av Matsumura 1916.  Citrogramma fumipennis ingår i släktet Citrogramma och familjen blomflugor.
Artens utbredningsområde är Taiwan. Inga underarter finns listade i Catalogue of Life.